# Romuald Stankiewicz
Romuald Stankiewicz (ur. 30 lipca lub 1 sierpnia 1896 w Czarnoje, zm. 23 sierpnia 1942 w ZSRR) – major dyplomowany kawalerii Wojska Polskiego.

## Życiorys
Urodził się 30 lipca lub 1 sierpnia 1896 w Czarnoje w Imperium Rosyjskim. Był synem Antoniego (1855–1920).
Po zakończeniu I wojny światowej, jako były oficer armii rosyjskiej został przyjęty do Wojska Polskiego i zatwierdzony do stopnia podporucznika. Został awansowany na stopień porucznika kawalerii ze starszeństwem z dniem 1 czerwca 1919, a następnie na stopień rotmistrza kawalerii ze starszeństwem z dniem 15 sierpnia 1924. W latach 20. i 30. był oficerem 13 pułku ułanów w Nowowilejce, w tym w 1923 jako oficer nadetatowy był I oficerem sztabu III Brygady Jazdy. W marcu 1930 został przeniesiony do Dowództwa Okręgu Korpusu Nr VII w Poznaniu. Z dniem 4 stycznia 1932 został powołany do Wyższej Szkoły Wojennej w Warszawie, w charakterze słuchacza Kursu 1931–1933. Z dniem 1 października 1933, po ukończeniu kursu i otrzymaniu tytułu naukowego oficera dyplomowanego, został przeniesiony do Dowództwa Okręgu Korpusu Nr III w Grodnie. W czerwcu 1934 został przeniesiony do 17 Brygady Kawalerii w Hrubieszowie na stanowisko szefa sztabu. 27 czerwca 1935 został mianowany majorem ze starszeństwem z dniem 1 stycznia 1935 i 2. lokatą w korpusie oficerów kawalerii. W marcu 1939 był I zastępcą dowódcy 22 pułku ułanów w Brodach.
W 1939 był oficerem sztabu w Oddziale I Organizacyjno-Mobilizacyjnym Armii „Modlin”. Podczas II wojny światowej był majorem dyplomowanym Polskich Sił Zbrojnych w ZSRR. Zmarł 23 sierpnia 1942 na obszarze ZSRR. Został pochowany na cmentarzu bazy w Krasnowodzku.
Miał synów Zbigniewa i Andrzeja.

## Odznaczenia
- Srebrny Krzyż Zasługi (17 marca 1930)[18],
- Krzyż Zasługi Wojsk Litwy Środkowej.